# Emma Sralla
Emma Sralla, född den 26 september 2004 i Lewisville, Texas, USA, är en svensk-amerikansk friidrottare som är specialiserad i diskus men som även tävlar i kula. Hennes svenska klubb är Spårvägens IF. 
Vid juniorvärldsmästerskapen i friidrott 2022 tog hon guld i diskus med ett kast på 56,15 meter, hennes näst längsta i karriären. Hennes svenska juniorrekord i diskus är 59,71 meter.